# Persa antiguo
El persa antiguo es una lengua irania suroccidental hablada hace dos milenios y medio en el antiguo Irán, siendo el antecesor directo del persa medio o persa sasánida (pahlavi). El persa antiguo refleja arcaísmos y estructuras gramaticales típicas del antiguo iranio, también testimoniadas en el antiguo avéstico (iranio nororiental).

## Aspectos históricos, sociales y culturales

### Uso
El persa antiguo era la lengua coloquial usada en Persépolis, la capital del imperio aqueménida, y probablemente una región amplia a su alrededor, pero no era usada en todas las partes del imperio y para todos los fines. Aunque recientemente (2007) se encontraron algunas tablillas olvidadas, en los archivos del Instituto de Oriente (Oriental Institute) de la Universidad de Chicago, que al ser estudiadas sugirieron que la lengua se usaba para muchos propósitos comunes mucho más de lo que se había creído.

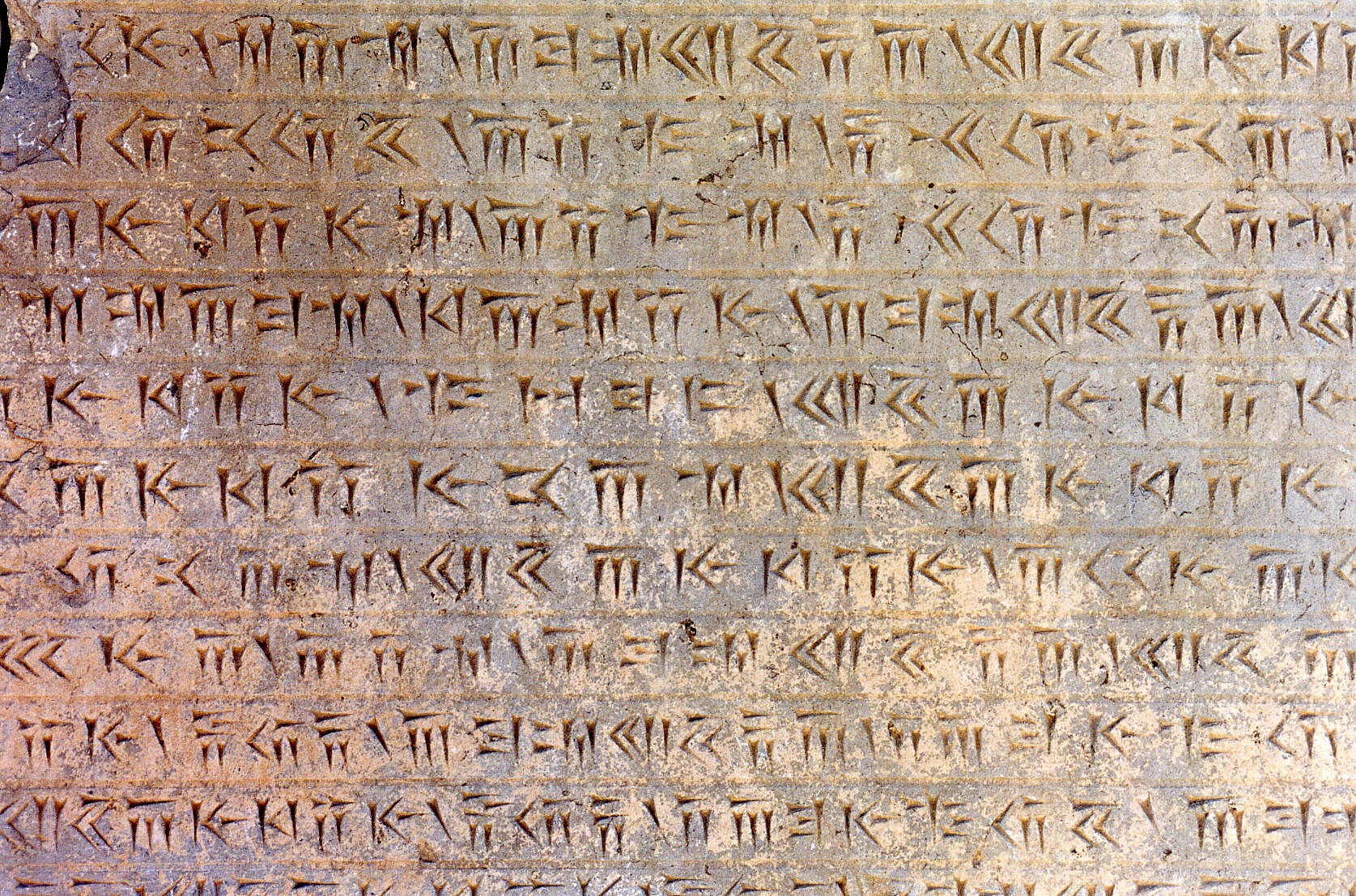
Inscripción en la escritura cuneiforme del persa antiguo - Persépolis

### Origen y panorama
Como lengua escrita, el antiguo persa está testimoniado en las inscripciones reales del imperio aqueménida. El estudio de dichas fuentes muestra que se trata de una lengua irania, y por tanto una lengua indoeuropea la subfamilia indoirania. El texto más antiguo escrito en persa antigua es el texto en persa contenido en la inscripción plurilingüe de Behistun. La fecha de ese texto sitúa al antiguo persa entre las lenguas indoeuropeas antiguas más tempranamente documentadas con textos escritos.
De acuerdo a la tradición aqueménida el persa antiguo era oriundo de Fārs, en Irán suroccidental, la región de donde procedían los reyes aqueménidas. El persa antiguo se originó como lengua étnica de los parsuwaš que habían llegado desde la meseta iraní, a donde habían llegado en el I milenio a. C. Los registros asirios, que proporcionan las primeras referencias de la presencia de los antiguos iranios (persas y medos) en la meseta iraní, proporcionan una buena cronología aunque son imprecisos con respecto a la ubicación geográfica de los antiguos persas. De acuerdo a los registros asirios del siglo IX a. C., los parsuwaš (junto con los matai y los medos) se sitúan en el área del lago Urmia de acuerdo con las crónicas de Salmanasar III. La identidad exacta de los parsuwaš todavía no ha sido determinada con exactitud, aunque desde el punto de vista lingüístico parece encajar con el término pārsa usado en persa antiguo, este término se ha reconstruido como *pārćwa, con lo cual parece ser el origen de parsuwaš. El hecho de que el antiguo persa tenga incorporados numerosos préstamos del medo, sugiere de acuerdo con P. O. Skjærvø que ha se hubiera hablado en la parte occidental antes de la formación del imperio aqueménida y durante la primera mitad del primer milenio a. C.